# Seznam památných stromů v okrese Frýdek-Místek
Toto je seznam památných stromů v okrese Frýdek-Místek, v němž jsou uvedeny památné stromy na území okresu Frýdek-Místek.
| Název                                        | Obrázek                        | Umístění                                                 | Druh                                            | Obvod [v cm] | Kód wikidata     | Galerie                                                      | Poznámka |
| -------------------------------------------- | ------------------------------ | -------------------------------------------------------- | ----------------------------------------------- | ------------ | ---------------- | ------------------------------------------------------------ | --- |
| Buk na hřbitově v Brušperku                  |                                | Brušperk 49°42′3″ s. š., 18°13′42″ v. d.                 | buk lesní červenolistý                          | 310          | 100471 Q26784918 |                                                              | Uprostřed místního hřbitova na kopci za kostelem |
| Jilm v Brušperku                             |                                | Brušperk 49°42′4″ s. š., 18°13′34″ v. d.                 | jilm horský                                     | 470          | 100450 Q26784595 |                                                              | V zástavbě nad náměstím mezi účelovou komunikací a zahradami u rodinných domů, cca 200 severozápadně od hřbitova                                                               |
| Tylečkův dub (Tylečkův dub v Brušperku)      |                                | Brušperk 49°42′19″ s. š., 18°13′17″ v. d.                | dub letní                                       | 465          | 106439           |                                                              | Na volném prostranství travnaté plochy na pozemku parc. č. 631 |
| Dub letní v Bruzovicích                      |                                | Bruzovice 49°43′27″ s. š., 18°25′37″ v. d.               | dub letní                                       | 440          | 100470 Q26784849 |                                                              | Za křižovatkou Bruzovice-Dobrá, cca 100 m vlevo v poli |
| Habr obecný v Bruzovicích                    |                                | Bruzovice 49°43′6″ s. š., 18°24′16″ v. d.                | habr obecný                                     |              | 105470 Q26790052 |                                                              | V zahradě u čp. 249 |
| Jasan v Bruzovicích                          |                                | Bruzovice 49°43′7″ s. š., 18°24′51″ v. d.                | jasan ztepilý                                   | 346          | 100439 Q26784559 |                                                              | V obci u čp.121 u stodoly z r. 1893 |
| Jilm v Bukovci (Hraničář)                    | Památný jilm v Bukovci         | Bukovec u Jablunkova 49°33′29″ s. š., 18°49′11″ v. d.    | jilm horský                                     | 540          | 100447 Q26784586 | Kategorie „Památný jilm v Bukovci“ na Wikimedia Commons      | V obci za mostem, první ulice vlevo |
| Dub letní v Bystřici                         |                                | Bystřice nad Olší 49°38′46″ s. š., 18°44′12″ v. d.       | dub letní                                       | 450          | 100469 Q26784799 |                                                              | V centru obce u čp. 620 |
| Hrušeň v Bystřici nad Olší                   |                                | Bystřice nad Olší 49°39′0″ s. š., 18°44′17″ v. d.        | hrušeň obecná                                   | 250          | 100421 Q26784506 |                                                              | Za obcí, na mezi na okraji pastviny, severozápadně od silnice Bystřice-Nýdek, pod Prašivou                                                                                     |
| Labojův dub v Bystřici                       |                                | Bystřice nad Olší                                        | dub letní                                       | 398          | 105365 Q26789814 |                                                              | V obci na soukromém pozemku u čp. 1101 |
| Tis v Čeladné                                |                                | Čeladná 49°31′48″ s. š., 18°21′6″ v. d.                  | tis červený                                     | 190          | 100446 Q26784580 |                                                              | na dvoře Okresního dětského domova v Čeladné |
| Tis v Čeladné-Pasekách                       |                                | Čeladná 49°31′11″ s. š., 18°20′7″ v. d.                  | tis červený                                     | 230          | 100445 Q26784575 |                                                              | V obci u čp. 111 |
| Dub letní v Závadovicích                     |                                | Dolní Domaslavice 49°42′36″ s. š., 18°30′26″ v. d.       | dub letní                                       | 275          | 100400 Q26784455 |                                                              | V soukromé zahradě u čp. 104 na hranici dvou pozemků, lokalita Zavadovice |
| Hrušeň obecná v Českém Puncově               |                                | Český Puncov 49°42′32″ s. š., 18°38′49″ v. d.            | hrušeň obecná                                   | 270          | 104707 Q26789340 |                                                              | neuvedena |
| Červenolistý buk na Jiráskové ve Frýdku      |                                | Frýdek 49°41′3″ s. š., 18°21′21″ v. d.                   | buk lesní červenolistý                          | 300          | 100455 Q26784613 |                                                              | Jiráskova ulice č. 488 ve Frýdku |
| Dub na Vršavci ve Frýdku                     |                                | Frýdek 49°41′28″ s. š., 18°22′19″ v. d.                  | dub letní                                       | 280          | 100427 Q26784518 |                                                              | V místní části Vršavec ve Frýdku-Místku, u stavení čp. 1842 |
| Lípa ve Frýdlantu                            |                                | Frýdlant nad Ostravicí 49°34′37″ s. š., 18°19′59″ v. d.  | lípa velkolistá                                 | 440          | 100468 Q26784737 |                                                              | Před koncem obce ve směru na Pstruží vlevo v zahradě u čp. 213, naproti autobusové zastávce                                                                                    |
| Klen v Hnojníku                              |                                | Hnojník 49°41′36″ s. š., 18°32′16″ v. d.                 | javor klen                                      | 420          | 100476 Q26785225 |                                                              | U čp. 15 za obcí směrem na Třanovice u autobusové zastávky doleva přes potok ke statku                                                                                         |
| Datyňský hraniční dub                        |                                | Horní Datyně 49°46′33″ s. š., 18°21′15″ v. d.            | dub letní                                       | 240          | 100412 Q26784490 |                                                              | V travnatém trojúhelníku mezi místními cestami v ul. Na Hranici na volném prostranství mezi poli; vysazen místním občanem kolem r. 1915                                        |
| Lípa vytrvalosti                             |                                | Horní Datyně 49°45′48″ s. š., 18°20′55″ v. d.            | lípa malolistá                                  | 280          | 104752           |                                                              | v zahradě rodinného domu v obci Horní Datyně |
| Klen v Horních Domaslavicích                 | Klen v Horních Domaslavicích   | Horní Domaslavice 49°42′0″ s. š., 18°28′5″ v. d.         | javor klen                                      | 369          | 100429 Q26784525 |                                                              | V lesním porostu v místě bývalého zámečku, na návrší nad pravou stranou řeky Lučiny                                                                                            |
| Hrádecká lípa                                | Hrádecká lípa                  | Hrádek 49°37′5″ s. š., 18°43′41″ v. d.                   | lípa malolistá                                  | 680          | 100448 Q12020805 |                                                              | U čp. 38 v centru obce |
| Buk lesní na Husarově Grúni                  |                                | Hrčava 49°31′6″ s. š., 18°50′17″ v. d.                   | buk lesní                                       | 335          | 100419 Q26784502 |                                                              | Na okraji pole v lokalitě "Na Husarově Grúni" |
| Dub letní na Hrčavě                          |                                | Hrčava 49°31′15″ s. š., 18°50′17″ v. d.                  | dub letní                                       | 325          | 100418 Q26784499 |                                                              | V severovýchodní části obce v zahradě (u čp. 26?), na okraji zastavěného území; pravděpodobně vysazen prvními osadníky v r. 1750                                               |
| Skupina stromů v Hrčavě                      |                                | Hrčava 49°31′8″ s. š., 18°49′56″ v. d.                   | buk lesní (1) javor klen (1) lípa malolistá (1) |              | 100420 Q26779678 |                                                              | za bývalým požárním skladištěm u polní cesty; pravděpodobně vysazeny prvními obyvateli Hrčavy r. 1750 na bývalém majetkovém pomezí                                             |
| Buky pod Hukvaldským hradem                  | Buky pod Hukvaldským hradem    | Hukvaldy                                                 | buk lesní (7)                                   |              | 100438 Q26779670 | Kategorie „Buky pod Hukvaldským hradem“ na Wikimedia Commons | Podél zpevněné komunikace v oboře pod Hukvaldským hradem |
| Tis červený (Taxus baccata) v Chlebovicích   |                                | Chlebovice 49°38′50″ s. š., 18°16′24″ v. d.              | tis červený                                     | 215          | 100399 Q26784451 |                                                              | V obci na travnatém nádvoří domu e.č. 251 |
| Lípy u kapličky na Vitališově                |                                | Jablunkov 49°33′53″ s. š., 18°45′33″ v. d.               | lípa malolistá (2)                              |              | 100423 Q26779677 |                                                              | U kapličky na Vitališově, v mírném svahu poblíž obslužné komunikace |
| Buky na Karpentné                            | Buky na Karpentné              | Karpentná 49°37′53″ s. š., 18°41′19″ v. d.               | buk lesní (2)                                   |              | 100407 Q26779679 |                                                              | Na okraji lesního porostu |
| Dub v Kocurovicích                           |                                | Kocurovice 49°42′15″ s. š., 18°26′57″ v. d.              | dub letní (2)                                   | 360          | 100465 Q26784639 |                                                              | U vodárny vpravo v porostu |
| Klen pod Horkou                              |                                | Kojkovice u Třince 49°42′15″ s. š., 18°41′20″ v. d.      | javor klen                                      | 254          | 100422 Q26784510 |                                                              | Na severním okraji vesnice, u vodojemu, lokalita Na Horce |
| Jilm v Konské †                              |                                | Konská                                                   | jilm horský                                     | 345          | 100458           |                                                              | V lokalitě "Kostelky" |
| Dub v Konské                                 |                                | Konská 49°40′23″ s. š., 18°38′10″ v. d.                  | dub letní                                       | 464          | 106563           |                                                              | Na okraji lesního porostu. |
| Javor mléč Na Pasíčkách v Krásné             |                                | Krásná pod Lysou Horou 49°31′12″ s. š., 18°29′14″ v. d.  | javor mléč                                      | 432          | 100408 Q26784476 |                                                              | Na louce u rekreačního objektu čp. 111 v lokalitě Na Pasíčkách, od značené cesty na Lysou horu od křižovatky Zlatník-Visalaje; nositel původního genofondu, krajinná dominanta |
| Dub MUDR. Storcha                            |                                | Kunčice pod Ondřejníkem 49°32′16″ s. š., 18°18′17″ v. d. | dub letní                                       | 381          | 105603 Q26790176 |                                                              | V obci v mírném svahu v zahradě u vily Běla |
| Kunčická lípa                                |                                | Kunčice pod Ondřejníkem 49°32′36″ s. š., 18°14′21″ v. d. | lípa velkolistá                                 | 550          | 100466 Q26784641 |                                                              | Po levé straně silnice z Kunčic do Frenštátu v oploceném parčíku, těsně za hranicí okresu                                                                                      |
| Lípa velkolistá †                            |                                | Lískovec u Frýdku-Místku                                 | lípa velkolistá                                 | 385          | 104402           |                                                              | V levém rohu evangelického hřbitova u kamenného kříže |
| Javor u Šabatů                               |                                | Lubno 49°36′2″ s. š., 18°22′35″ v. d.                    | javor klen                                      | 366          | 100430 Q26784529 |                                                              | při hlavní silnici od Pržna, v centru obce vpravo |
| Dub letní "U Adámků"                         |                                | Lučina 49°42′38″ s. š., 18°27′6″ v. d.                   | dub letní                                       | 377          | 100417 Q26784496 |                                                              | Na okraji lesa po pravé straně silnice před zatáčkou směrem na Kocurovice, u domu čp. 152, na hranice pozemků                                                                  |
| Jilm horský u Olše †                         |                                | Lyžbice 49°39′59″ s. š., 18°41′30″ v. d.                 | jilm horský                                     | 400          | 104706           |                                                              | Na levém břehu řeky Olše na rozhraní soukromých pozemků |
| Tis v Malenovicích †                         |                                | Malenovice 49°34′8″ s. š., 18°24′24″ v. d.               | tis červený                                     |              | 106079 Q26790708 |                                                              | V porostu ve svahu na lesním pozemku mezi sjezdovkami Ski areálu nad rodinným domem čp. 50. Ochrana zrušena 6. října 2023.                                                     |
| Jilmy v Metylovicích †                       |                                | Metylovice                                               | jilm horský (2)                                 |              | 100477           |                                                              | Na severním okraji obce vlevo za můstkem; obvod kmenů: 280 cm, 380 cm, výška 20 m                                                                                              |
| Lípa v Metylovicích                          |                                | Metylovice 49°36′21″ s. š., 18°20′31″ v. d.              | lípa velkolistá                                 | 260          | 100464 Q26784636 |                                                              | V centru obce před hostincem |
| Metylovická lípa                             |                                | Metylovice 49°36′42″ s. š., 18°20′17″ v. d.              | lípa velkolistá                                 | 400          | 100463 Q26784633 |                                                              | v areálu ZD Rozvoj |
| Jasan u mateřské školy v Místku              |                                | Místek 49°40′22″ s. š., 18°20′41″ v. d.                  | jasan ztepilý                                   | 310          | 100428 Q26784520 |                                                              | U plotu mateřské školy v ulici Sv. Čecha u nákupního areálu Ještěr |
| Borovice na Horní Morávce                    |                                | Morávka 49°31′24″ s. š., 18°34′8″ v. d.                  | borovice lesní                                  | 230          | 100440 Q26784563 |                                                              | Za přehradou Morávka, u usedlosti čp. 239 |
| Dub na Morávce                               |                                | Morávka 49°35′56″ s. š., 18°31′8″ v. d.                  | dub letní                                       | 505          | 106558           |                                                              | V centru obce Morávka, vedle sportoviště místní základní školy, nedaleko hlavní silnice.                                                                                       |
| Tis na Byčinci                               |                                | Morávka 49°30′54″ s. š., 18°33′38″ v. d.                 | tis červený                                     | 120          | 100410 Q26784484 |                                                              | Na pastvině na Byčinci za přehradou pod domem čp. 504 |
| Tisy na Horní Morávce                        |                                | Morávka 49°31′25″ s. š., 18°34′8″ v. d.                  | tis červený (2)                                 |              | 100441 Q26779665 |                                                              | za přehradou Morávka, u usedlosti čp. 239 |
| Duby červené v Mostech u Jablunkova          |                                | Mosty u Jablunkova 49°30′30″ s. š., 18°44′47″ v. d.      | dub červený (2)                                 |              | 100435 Q26779675 |                                                              | v zahradě u hospodářského objektu nad silnicí |
| Javor klen v Mostech u Jablunkova            |                                | Mosty u Jablunkova 49°30′10″ s. š., 18°44′58″ v. d.      | javor klen                                      | 295          | 100431 Q26784530 |                                                              | V mírném svahu uprostřed louky, jižně od železniční zastávky, u kóty 588 |
| Lípy v Mostech                               |                                | Mosty u Jablunkova 49°30′2″ s. š., 18°44′34″ v. d.       | lípa velkolistá (2)                             |              | 100479 Q12034720 |                                                              | na kopci v Šancích |
| Lípa malolistá v Návsí                       |                                | Návsí 49°35′12″ s. š., 18°43′47″ v. d.                   | lípa malolistá                                  | 275          | 100432 Q26784534 |                                                              | Východně od Milíkova u elektrovodu, na okraji zemědělského pozemku poblíž obslužné komunikace                                                                                  |
| Dub letní v Neborech                         |                                | Nebory 49°40′24″ s. š., 18°36′57″ v. d.                  | dub letní                                       | 563          | 100474 Q26785123 |                                                              | U místní komunikace směrem na Guty v blízkosti hospodářské budovy vpravo na kopci u čp. 14                                                                                     |
| Neborovský dub                               |                                | Nebory 49°40′28″ s. š., 18°36′32″ v. d.                  | dub letní                                       | 537          | 100404 Q26784467 |                                                              | V jižní části obce u rodinného domku a cesty ve skupině 3 stromů |
| Neborovský jírovec                           |                                | Nebory 49°40′28″ s. š., 18°36′32″ v. d.                  | jírovec maďal                                   | 400          | 100403 Q26784464 |                                                              | V jižní části obce u rodinného domku a cesty ve skupině 3 stromů |
| Jilm lysý †                                  |                                | Nošovice                                                 | jilm horský                                     | 380          | 105664           |                                                              | u říční terasy Morávky |
| Hrušeň „Polka“ ve Střelme v Nýdku            |                                | Nýdek 49°39′29″ s. š., 18°47′39″ v. d.                   | hrušeň obecná                                   | 224          | 106424           |                                                              | V obci Nýdek, v části Střelma na okraji porostu nad kamennou zídkou na svahu Slezských Beskyd                                                                                  |
| Dub v Oldřichovicích                         | Dub v Oldřichovicích           | Oldřichovice u Třince 49°38′22″ s. š., 18°39′19″ v. d.   | dub letní                                       | 514          | 100424 Q26784512 |                                                              | V obci v zahradě u domu čp. 589 |
| Jasan ztepilý v Oldřichovicích               | Jasan ztepilý v Oldřichovicích | Oldřichovice u Třince 49°37′58″ s. š., 18°39′43″ v. d.   | jasan ztepilý                                   | 443          | 100406 Q26784472 |                                                              | U místní komunikace směrem na Kozinec, odbočka vlevo z hlavní silnice do Tyry                                                                                                  |
| Oldřichovický jírovec                        | Oldřichovický jírovec          | Oldřichovice u Třince 49°38′40″ s. š., 18°38′35″ v. d.   | jírovec maďal                                   | 350          | 100402 Q26784461 |                                                              | U silnice na parkovišti u restaurace |
| Buk v Ostravici †                            |                                | Ostravice 1 49°31′59″ s. š., 18°22′23″ v. d.             | buk lesní                                       | 502          | 100453           |                                                              | Na okraji lesního porostu v lokalitě Horečky; v r. 1999 poškozen bleskem |
| Buk v Ostravici 2 †                          |                                | Ostravice 1                                              | buk lesní                                       | 385          | 104405           |                                                              | V blízkosti polní cesty za obcí u čp. 1261 |
| Lípa na Ujmisku                              | Lípa na Ujmisku                | Ostravice 1 49°31′24″ s. š., 18°24′5″ v. d.              | lípa malolistá                                  | 565          | 100452 Q26784604 |                                                              | Okraj lesa na Ujmisku, u penzionu Mazák |
| Tis v Ostravici                              |                                | Ostravice 1 49°32′12″ s. š., 18°22′10″ v. d.             | tis červený                                     | 170          | 100473 Q26785068 |                                                              | V obci u čp. 78 |
| Tis na Klubové                               |                                | Ostravice 2 49°27′45″ s. š., 18°24′7″ v. d.              | tis červený                                     | 160          | 100442 Q26784565 |                                                              | V osadě Klubová u zahrady čp. 58 |
| Tis na Podhoralí v Palkovicích               |                                | Palkovice 49°38′11″ s. š., 18°16′45″ v. d.               | tis červený                                     | 141          | 100437 Q26784556 |                                                              | Palkovické Hůrky v lokalitě Podhoralí ve svahu v zahradě (u zbořeniště) |
| Tis u Eliášů v Palkovicích                   |                                | Palkovice 49°38′18″ s. š., 18°17′7″ v. d.                | tis červený                                     | 157          | 100449 Q26784589 |                                                              | Na Palkovických Hůrkách I. v zahradě čp. 238 asi 1 km východně od rekreačního střediska                                                                                        |
| Tis u Kociána v Palkovicích                  |                                | Palkovice 49°38′9″ s. š., 18°16′21″ v. d.                | tis červený                                     | 197          | 100451 Q26784598 |                                                              | V lokalitě U Kociána ve svahu v neudržovaném parku jižně od RS Dolu Odra |
| Tis u Radů v Palkovicích                     |                                | Palkovice 49°37′47″ s. š., 18°18′34″ v. d.               | tis červený                                     | 160          | 100462 Q26784632 |                                                              | V obci u čp. 59 |
| Torzo lípy malolisté v Palkovicích †         |                                | Palkovice 49°37′22″ s. š., 18°17′4″ v. d.                | lípa malolistá                                  | 610          | 100461 Q26784626 |                                                              | Na okraji obce vlevo u čp. 101; třetina stromu je ulomená až u paty kmene, v r. 1996 odlomení jednoho ze tří kmenů                                                             |
| Lípy malolisté u kapličky na Lazech          |                                | Písečná u Jablunkova 49°34′23″ s. š., 18°46′57″ v. d.    | lípa malolistá (2)                              |              | 100433 Q26783413 |                                                              | u kapličky na Lazech |
| Lípa malolistá a jasan ztepilý v Písku       |                                | Písek u Jablunkova 49°34′14″ s. š., 18°48′2″ v. d.       | jasan ztepilý (1) lípa malolistá (1)            |              | 100416 Q26779672 |                                                              | V lokalitě Starý Folvark |
| Dub letní v lokalitě "U kravína"             |                                | Pitrov 49°43′58″ s. š., 18°28′11″ v. d.                  | dub letní                                       | 241          | 100414 Q26784494 |                                                              | Na okraji pastviny u silnice cca 2 m od zpevněné komunikace, u křižovatky místních cest na hranici katastrů Pitrov a Horní Soběšovice                                          |
| Duby v Raškovicích                           |                                | Raškovice 49°37′20″ s. š., 18°28′1″ v. d.                | dub letní (2)                                   |              | 100478 Q26779663 |                                                              | V obci za mostem u kapličky sv. Jana Křtitele z r. 1790, vpravo u silnice od Vyšních Lhot                                                                                      |
| Raškovický dub                               |                                | Raškovice 49°37′21″ s. š., 18°28′ v. d.                  | dub letní                                       | 400          | 100472 Q26784969 |                                                              | V obci za mostem vpravo ve směru od Vyšních Lhot u kapličky sv. Jana Křtitele z r. 1790                                                                                        |
| Jilm u Stříteže †                            |                                | Ropice 49°41′13″ s. š., 18°35′26″ v. d.                  | jilm horský                                     | 380          | 100426           |                                                              | V poli za domem čp. 63, jihovýchodně od železnice Ropice-Zálesí-Střítež; ochrana genofondu                                                                                     |
| 4 Lípy u kamenného kříže v Rychalticích      |                                | Rychaltice 49°38′17″ s. š., 18°14′ v. d.                 | lípa malolistá (2) lípa velkolistá (2)          |              | 100398 Q26779668 |                                                              | Na okraji lesa u účelové komunikace pod Palkovickými Hůrkami u kamenného kříže z r. 1765                                                                                       |
| Dub letní v zahradě v Rychalticích           |                                | Rychaltice 49°38′31″ s. š., 18°13′12″ v. d.              | dub letní                                       | 390          | 100401 Q26784459 |                                                              | Na zahradě u čp. 10, na hranici dvou pozemků |
| Krnalovický tis                              |                                | Rychaltice 49°38′47″ s. š., 18°14′28″ v. d.              | tis červený                                     | 170          | 100475 Q26785167 |                                                              | V obci u čp. 73 |
| Rychaltická lípa †                           |                                | Rychaltice                                               | lípa velkolistá                                 | 450          | 104404           |                                                              | Pod kostelem v obci ve skupině 4 lip |
| Lípa v Řece                                  |                                | Řeka 49°38′4″ s. š., 18°34′15″ v. d.                     | lípa velkolistá                                 | 410          | 100436 Q26784552 |                                                              | V lukách za roubenou hospodářskou budovou cca 30 m od domu čp.53, ve středu obce, západně od hlavní silnice                                                                    |
| Lípa v Řepištích                             | Lípa v Řepištích               | Řepiště 49°44′13″ s. š., 18°19′3″ v. d.                  | lípa malolistá                                  | 300          | 100460 Q26784624 |                                                              | Na konci obce směrem od Frýdku po pravé straně u čp. 3 |
| Lípa u kapličky v Sedlištích                 |                                | Sedliště                                                 | lípa malolistá                                  | 291          | 106088 Q26790742 |                                                              | U polní cesty u kapličky |
| Dub letní ve Skalici                         |                                | Skalice u Frýdku-Místku 49°39′3″ s. š., 18°24′30″ v. d.  | dub letní                                       | 485          | 104704 Q26789338 |                                                              | Na rozhraní dvou soukromých pozemků ve Skalici |
| Jabloň †                                     |                                | Skalice u Frýdku-Místku 49°39′5″ s. š., 18°24′14″ v. d.  | jabloň                                          | 255          | 105469           |                                                              | V zahradě u čp. 16 |
| Sklenovský jilm †                            |                                | Sklenov                                                  | jilm horský                                     | 540          | 104403           |                                                              | V obci na křižovatce silnic Brušperk-Hukvaldy-Kozlovice |
| Jedle v Řečici                               |                                | Staré Hamry 2 49°30′49″ s. š., 18°27′45″ v. d.           | jedle bělokorá                                  | 360          | 100444 Q26784573 | Kategorie „Jedle v Řečici“ na Wikimedia Commons              | V údolí Řečice za lomem u odbočení cesty na Poledňanu |
| Tis na Medvědí                               |                                | Staré Hamry 2 49°28′17″ s. š., 18°24′5″ v. d.            | tis červený                                     | 176          | 100443 Q26784571 |                                                              | V osadě Medvědí na dvoře čp. 52 |
| Dub ve Staříči                               |                                | Staříč 49°41′22″ s. š., 18°17′3″ v. d.                   | dub letní                                       | 410          | 100454 Q26784609 |                                                              | Za čp. 114 vlevo |
| Lípa ve Staříči †                            |                                | Staříč                                                   | lípa malolistá                                  | 480          | 100459           |                                                              | V obci u čp. 132, za kostelem vlevo do kopce |
| Borovice hedvábné – vejmutovky ve Stříteži † |                                | Střítež 49°40′42″ s. š., 18°33′34″ v. d.                 | borovice vejmutovka (2)                         |              | 100413 Q48447138 |                                                              | V lesním porostu poblíž křižovatky lesních cest, cca 700 m od železniční zastávky vlevo za přejezdem                                                                           |
| Tis červený ve Stříteži                      |                                | Střítež 49°40′36″ s. š., 18°34′41″ v. d.                 | tis červený                                     | 136          | 100405 Q26784470 |                                                              | V zahradě za Mánesovým pomníkem po levé straně u odbočky na Smilovice a Řeku; kmen se dělí na 3 hlavní kmeny                                                                   |
| Dub u dálnice                                | Dub u dálnice                  | Sviadnov 49°41′3″ s. š., 18°18′47″ v. d.                 | dub letní                                       | 365          | 100434 Q26784536 | Kategorie „Dub u dálnice“ na Wikimedia Commons               | V jihovýchodní části louky mezi dálnicí a areálem jezdeckého klubu RIAS |
| Třanovická babyka                            |                                | Třanovice 49°42′14″ s. š., 18°32′31″ v. d.               | javor babyka                                    | 360          | 100467 Q26784673 |                                                              | Vpravo na kopci cca 200 m od odbočky na polní cestu u statku v Třanovicích |
| Lípa v Tyře                                  | Lípa v Tyře                    | Tyra 49°37′7″ s. š., 18°38′31″ v. d.                     | lípa malolistá                                  | 615          | 100409 Q26784481 |                                                              | V obci u kaple |
| Habr obecný ve Vělopolí †                    |                                | Vělopolí                                                 | habr obecný                                     | 270          | 100415           |                                                              | Pod vrchem Godula východně od obce na pastvině |
| Vělopolská lípa                              |                                | Vělopolí 49°42′5″ s. š., 18°34′15″ v. d.                 | lípa malolistá                                  | 435          | 100457 Q26784620 |                                                              | U rozcestí na návsi před prodejnou potravin |
| Javor klen ve Vendryni                       |                                | Vendryně 49°38′54″ s. š., 18°42′39″ v. d.                | javor klen                                      | 306          | 100411 Q26784488 |                                                              | V remízku u drobného potůčku za zahradou |
| Lípa ve Vendryni                             |                                | Vendryně 49°39′34″ s. š., 18°41′36″ v. d.                | lípa malolistá                                  | 295          | 100425 Q26784515 |                                                              | V obci u čp. 779, druhá odbočka vlevo za restaurací Zobava |
| Zaolziański buk                              |                                | Vendryně 49°37′57″ s. š., 18°42′20″ v. d.                | buk lesní                                       | 505          | 106389           |                                                              | Nad levým břehem Olše |
| Vendryňský černý topol u Kopytné             | Topol černý u Kopytné          | Vendryně 49°37′8″ s. š., 18°42′24″ v. d.                 | topol černý                                     | 520          | 100397 Q26784449 |                                                              | na břehu řeky Kopytné |
| Vendryňský topol černý u Olše                |                                | Vendryně 49°39′11″ s. š., 18°41′39″ v. d.                | topol černý                                     | 500          | 104705 Q26789339 |                                                              | na pravém břehu řeky Olše |
| Dub tolerance                                |                                | Vratimov 49°46′7″ s. š., 18°18′29″ v. d.                 | dub letní                                       | 290          | 104744 Q26789371 | Kategorie „Dub tolerance“ na Wikimedia Commons               | u panelových domů v obci |
| Dub vzpomínkový                              |                                | Vratimov 49°46′34″ s. š., 18°18′18″ v. d.                | dub letní                                       | 292          | 104743 Q26789370 | Kategorie „Dub vzpomínkový“ na Wikimedia Commons             | Na hřbitově ve Vratimově |
| Lípa Na Příčnici                             |                                | Vratimov 49°45′30″ s. š., 18°19′9″ v. d.                 | lípa malolistá                                  | 280          | 104745 Q26789372 |                                                              | na zahradě čp. 96/71 v obci |
| Žabeňský dub                                 | Žabeňský dub                   | Žabeň 49°42′19″ s. š., 18°18′4″ v. d.                    | dub letní                                       | 350          | 100456 Q26784616 |                                                              | V obci u stodoly čp. 14 |